# The Fatal Encounter
The Fatal Encounter (en hangul, 역린; romanización revisada del coreano: Yeongnin; lit. La ira del rey) es una película surcoreana de 2014 dirigida por Lee Jae-kyoo y protagonizada por Hyun Bin, Jung Jae-young, Jo Jung-suk, Go Bo-gyeol y Han Ji-min. Está basada en un hecho real, un intento de asesinato del rey Jeongjo. Está interpretado por Hyun Bin, en su primer papel en un drama de época y su primer proyecto después de ser liberado del servicio militar obligatorio.
El rey Jeongjo (1752-1800) fue el vigésimo segundo gobernante de la Dinastía Joseon, y recibió el sobrenombre de «Rey de Desgracia». Cuando tenía 10 años, Jeongjo presenció la muerte de su padre el príncipe Sado, que fue ejecutado por orden de su abuelo, el rey Yeongjo. Durante su reinado, Jeongjo quedó atrapado en una feroz lucha de poder entre las facciones Noron y Soron, y sobrevivió a siete intentos de asesinato solo en su primer año como rey. La película está inspirada en Jeongyuyeokbyeon, uno de esos intentos de asesinato por sus adversarios políticos en 1777. The Fatal Encounter describe las 24 horas previas al intento de regicidio en la vida de Jeongjo y de quienes lo rodean.
Este es el debut cinematográfico del director Lee Jae-kyoo; anteriormente dirigió las series de televisión Damo (2003), Fashion 70's (2005), Beethoven Virus (2008) y The King 2 Hearts (2012), así como la película distribuida en línea The Influence (2010).

## Sinopsis
En 1777, un año después de comenzar su reinado, el rey Jeongjo vive una peligrosa vida palaciega en medio de la oposición y las amenazas de quienes lo rodean y albergan ambiciones políticas. Se prepara para posibles ataques haciendo ejercicio solo en el palacio. Jeongjo es un hombre tranquilo y considerado, pero también tiene miedo. El único en quien confía es su leal servidor de la corte Gap-soo, llamado la sombra del rey.
Cuando Gap-soo era joven, fue vendido a un hombre cruel llamado Gwang-baek, que entrena ilegal y brutalmente a niños huérfanos para que se conviertan en asesinos profesionales. Gap-soo se hace amigo de Eul-soo, otro huérfano que es unos años más joven que él. Cuando se le ordena a Gwang-baek que dé a uno de sus niños para que se convierta en un eunuco de la corte, les ordena a Gap-soo y Eul-soo que jueguen al juego de piedra, papel o tijera; Gap-soo deliberadamente pierde el juego en un intento de proteger a Eul-soo. Por lo tanto, Gap-soo es castrado y enviado al palacio real. Allí conoce a Jeongjo, un niño que todavía está de luto por la muerte de su padre. Mientras tanto, Eul-soo sigue soportando un duro entrenamiento y crece como un asesino despiadado.
Años más tarde, Eul-soo, ahora el miembro más letal del grupo secreto de asesinos, recibe órdenes de matar a Jeongjo en 24 horas. Se infiltra en el palacio, donde se enamora de Wol-hye, una gungnyeo (o sirvienta de la corte). La madre de Jeongjo, la señora Hyegyeong, también está envuelta en un peligroso conflicto con la viuda mucho más joven del difunto rey Yeongjo, la reina viuda Jeongsun. Mientras tanto, Gap-soo confiesa su oscuro pasado a Jeongjo y jura protegerlo.

## Reparto
- Hyun Bin como el rey Jeongjo.[7][8][9][10][11]
  - Goo Seung-hyun como el joven Jeongjo.
- Jung Jae-young como Gap-soo / Sang-chaek, un asesino enviado para matar al rey que se infiltra como eunuco real, pero que se convence de la aptitud de Jeongjo para gobernar.[12]
  - Sung Yu-bin como el joven Sang-chaek.
- Jo Jung-suk como Eul-soo / Sal-soo, un asesino contratado para matar a Jeongjo.[13][14]
  - Chun Bo-geun como el joven Sal-soo.
- Cho Jae-hyun como Gwang-baek, que secuestra a niños huérfanos y los entrena para convertirlos en asesinos despiadados.
- Han Ji-min como la reina Jeongsun, la reina viuda, consorte del abuelo de Jeongjo, el rey Yeongjo, y rival político de Jeongjo.[15]
- Kim Sung-ryung como la señora Hyegyeong del clan Poongsan Hong, la madre de Jeongjo, que está desesperada por salvar a su hijo.
- Park Sung-woong como Hong Guk-yeong, un político que apoya firmemente a Jeongjo.[16]
- Go Bo-gyeol como dama de la corte de lavandería en el palacio.
- Jung Eun-chae como Kang Wol-hye, una sirvienta de la corte a cargo de la ropa del rey.[16]
  - Lee Jae-hee como la joven Wol-hye.
- Song Young-chang como Gu Seon-bok.
- Lee Do-kyeong como Ahn Guk-rae.
- Seo Yi-sook como Go Soo-ae.
- Kim Min-jae como Choi Se-bok.
- Kim Dae-myung como Kang Yong-hwi.
- Kim Ju-wan como Hong Sang-beom.
- Yoo Eun-mi como Bok-bing.
- Lee Jun-hyeok.

## Taquilla
The Fatal Encounter obtuvo 1,7 millones de espectadores y más de 13 000 millones de wones (unos 12,7 millones de dólares norteamericanos) en sus primeros cinco días en los cines. Fue el mayor despliegue para un estreno local en 2014.
A pesar de recibir críticas en su mayoría mixtas y negativas de los críticos después de su proyección de prensa, el éxito de taquilla del período vendió más de 3,2 millones de entradas en las dos semanas desde su lanzamiento, y al final de su período de exhibición alcanzó los 3,85 millones de espectadores y recaudó 29 900 millones de wones.

## Premios y nominaciones
| Año  | Premio                                       | Categoría                        | Candidato        | Resultado | Ref.   |
| ---- | -------------------------------------------- | -------------------------------- | ---------------- | --------- | ------ |
| 2014 | 23rd Buil Film Awards                        | Mejor fotografía                 | Go Nak-seon      | Nominado  |        |
| 2014 | 23rd Buil Film Awards                        | Mejor dirección artística        | Cho Hwa-sung     | Nominado  |        |
| 2014 | 23rd Buil Film Awards                        | Mejor música                     | Mowg             | Nominado  |        |
| 2014 | 51st Grand Bell Awards                       | Mejor dirección artística        | Cho Hwa-sung     | Ganador   | [ 24 ] |
| 2014 | 51st Grand Bell Awards                       | Mejor diseño de vestuario        | Jeong Gyeong-hee | Nominada  | [ 24 ] |
| 2014 | 51st Grand Bell Awards                       | Mejor música                     | Mowg             | Nominado  | [ 24 ] |
| 2014 | 51st Grand Bell Awards                       | Premio técnico (artes marciales) | Yang Kil-young   | Nominado  | [ 24 ] |
| 2014 | 1st Korean Film Producers Association Awards | Mejor iluminación                | Cha Sang-kyun    | Ganador   |        |
| 2014 | 1st Korean Film Producers Association Awards | Mejor dirección artística        | Cho Hwa-sung     | Ganador   |        |
| 2014 | 1st Korean Film Producers Association Awards | Mejor sonido                     | Kim Chang-seop   | Ganador   |        |
| 2015 | 20th Chunsa Film Art Awards                  | Premio técnico                   |                  | Nominada  | [ 25 ] |
| 2015 | 9th Asian Film Awards                        | Mejor compositor                 | Mowg             | Nominado  | [ 26 ] |
| 2015 | 9th Asian Film Awards                        | Mejor diseño de vestuario        | Jeong Gyeong-hee | Nominada  | [ 26 ] |